# 高村麻代
高村 麻代（たかむら まよ、1974年11月1日 - ）は、栃木県出身のフリーアナウンサー。
かつてNHKで契約キャスターとして活動していた。現在はラジオパーソナリティやケーブルテレビ局のキャスターを務めているほか、古巣NHKのリポーターとしても不定期に担当している。

## 経歴
栃木県下都賀郡都賀町（現栃木市）出身、血液型B型。
栃木県立栃木女子高等学校、文教大学卒業後1999年、NHK津放送局でキャリアをスタートさせる。期間満了後NHK長野放送局に移り、ここの期間が切れると2005年からはNHK新潟放送局で3年間勤めた。
2008年に帰郷し、地元NHK宇都宮放送局の契約キャスターとなった。翌年3月に結婚したこともあり、遅くとも2009年度いっぱいで宇都宮局を退局した。

## 現在の担当番組
栃木放送
- CRTプライムタイムズ（水・木担当）(栃木放送)
- ツーミリオン+（水・木担当）(栃木放送)

FMくらら857
- とち介PのHAPPY TOWN
- Room Monstellaへようこそ☆

J:COM 東京北
- デイリーニュース北

## 過去の担当番組
NHK
- ゆうがたチャンス!（津局担当）
- あっちこっち岐阜三重（津局）
- 『新潟ニュースファイル』スポーツコーナー
- くらしのガイド新潟（不定期）
- とちぎ6時です!

栃木放送
- CRTイブニングタイムズ（水・木担当）(栃木放送)
- ラジっちゃう?（水・木曜日担当）　　(栃木放送)